# أرماندو دوبرا
أرماندو دوبرا (بالإنجليزية: Armando Dobra)‏ هو لاعب كرة قدم محترف يلعب كلاعب خط وسط لنادي الدوري الوطني تشيسترفيلد، من مواليد 14 أبريل 2001 - إنجلترا، ويمثل فرق الشباب ألبانيا دوليًا.

## روابط خارجية
- أرماندو دوبرا على موقع قاعدة بيانات كرة القدم.إي يو (الإنجليزية)
- أرماندو دوبرا على موقع Soccerbase.com (لاعب) (الإنجليزية)